# Karl Loy
Karl Loy (* 14. März 1934 in Fürth) ist ein ehemaliger deutscher Radrennfahrer und nationaler Meister im Radsport.

## Sportliche Laufbahn
1950 begann er mit dem Radsport in seiner Heimatstadt im Verein RC Kleeblatt Fürth. Während seiner Ausbildung zum Maler fand er mit seinem Arbeitgeber Ernst Martin, der auch Vereinsvorsitzender war, einen großzügigen Förderer und Unterstützer. Bereits in der A-Jugend wurde er bayrischer Meister. Loy war ein Radrennfahrer, der über viel Kraft verfügte und gut in den Bergen zurechtkam, aber im Endsprint seine Schwäche hatte. So war er im Finale der deutschen Meisterschaft 1954 Paul Maue im Endsprint, als beide alleine das Ziel erreichten, klar unterlegen. Seinen größten Erfolg hatte er 1955 in Gießen, als er nach 234 Kilometern den deutschen Meistertitel im Straßenrennen der Amateure vor Karl-Heinz Meyer gewann. Er trat auch bei den Titelkämpfen im Bahnradsport an und wurde ohne spezielles Training Zweiter in der Einerverfolgung hinter Heinz Beeckers. Trotz guter Angebote größerer Vereine blieb er in Fürth. Für die deutsche Nationalmannschaft war er mehrfach im Einsatz. So fuhr er die Österreich-Rundfahrt 1953, die er auf dem 11. Platz beendete. Ebenfalls 1953 war er am Start der DDR-Rundfahrt und gewann dort die 1. Etappe.